# Steve Aoki
Steven Hiroyuki Aoki (Miami, 30 de novembro de 1977), é um DJ e produtor musical norte-americano. É amplamente conhecido por lançar bolo para os fãs, e pulverizar garrafas de champanhe. Faz parte do grupo musical 3 Are Legend, composto também por Dimitri Vegas & Like Mike. Em 2012, a Pollstar o nomeou como o artista de música eletrônica com maior arrecadação em turnês na América do Norte. Em 2024, a Gold House o reconheceu como um dos asiáticos mais influentes.
Steve Aoki colaborou com diversos artistas, incluindo will.i.am, Alan Walker, Afrojack, LMFAO, Tini, Linkin Park, AGNEZ MO, Iggy Azalea, Lil Jon, Blink-182, Taking Back Sunday, Laidback Luke, BTS, Monsta X, (G)I-dle, Louis Tomlinson, Backstreet Boys, Rise Against, Vini Vici, Lauren Jauregui e Fall Out Boy. Ele também é conhecido por seus remixes de artistas como Kid Cudi.
Até o momento, Steve Aoki lançou nove álbuns de estúdio, muitos deles alcançando posições de destaque na Billboard. Seu álbum de estreia, Wonderland, foi indicado ao Grammy na categoria de Melhor Álbum de Dance/Eletrônica em 2013.
Em 2016, lançou o documentário I'll Sleep When I'm Dead, que foi indicado ao grammy de melhor filme musical.
Em 2019, Aoki publicou sua autobiografia intitulada Blue: The Color of Noise. Ele também é fundador do Steve Aoki Charitable Fund, que arrecada fundos para organizações de ajuda humanitária em todo o mundo.
Sua irmã, Devon Aoki, é atriz e já atuou no filme Velozes e Furiosos 2.

## Biografia
Steven Aoki Hiroyuki nasceu em Miami e foi criado em Newport Beach, na Califórnia. Ele se formou na Newport Harbor High School, em 1995, era um jogador e estrela do time do colégio. Seu pai é Hiroaki "Rocky" Aoki, japonês nascido em Tóquio, e sua mãe, Kobayashi Chizuru. Seu pai era um ex-lutador, que também fundou a cadeia de restaurantes Benihana. Ele tem dois irmãos mais velhos, Kana (agora conhecido como "Grace") e Kevin (Doraku Sushi), que é proprietário do restaurante. Também tem três meio-irmãos, todos mais novos: Kyle, Echo e Devon Aoki, supermodelo e atriz. Quando criança, Steve viveu com seu avô, sua mãe e dois irmãos mais velhos.
Aoki frequentou a Universidade da Califórnia, Santa Barbara e se formou com dois graus, uma em Estudos da Mulher e outra em sociologia. Na faculdade, ele produziu suas primeiras produções e realizou concertos em Biko na Santa Barbara Student Housing Cooperative, que foi localizado em Isla Vista, uma área residencial ao lado da UCSB. Como uma sala de concertos, o apartamento era conhecido como The pickle patch. Aos 20 anos de idade, Aoki lançou sua própria gravadora, Dim Mak e nomeou em homenagem ao seu herói de infância, Bruce Lee. Inúmeras bandas integradas, incluindo This machine kills, que lançou um álbum pela gravadora Ebullition Records, "Esperanza" e "Fire Next Time". Uma de suas melhores canções (produzido com Afrojack) foi "No Beef".

## Discografia

### Álbuns de estúdio
| Título                                                                                        | Detalhe do álbum                                                                                  | Posições em paradas musicais | Posições em paradas musicais | Posições em paradas musicais | Posições em paradas musicais | Certificações |
| Título                                                                                        | Detalhe do álbum                                                                                  | EUA                          | AUT                          | BEL                          | SUI                          | Certificações |
| --------------------------------------------------------------------------------------------- | ------------------------------------------------------------------------------------------------- | ---------------------------- | ---------------------------- | ---------------------------- | ---------------------------- | ------------- |
| Wonderland                                                                                    | - Lançamento: 10 de janeiro de 2012 - Gravadora: Ultra, Dim Mak - Formatos: CD, download digital  | 59                           | —                            | 199                          | —                            |               |
| Neon Future I                                                                                 | - Lançamento: 30 de setembro de 2014 - Gravadora: Ultra, Dim Mak - Formatos: CD, download digital | 32                           | 64                           | 68                           | 71                           | - RIAA: ouro  |
| Neon Future II                                                                                | - Lançamento: 12 de maio de 2015 - Gravadora: Ultra, Dim Mak - Formatos: CD, download digital     | 66                           | —                            | 93                           | —                            |               |
| Steve Aoki Presents Kolony                                                                    | - Lançamento: 21 de julho de 2017 - Gravadora: Ultra - Formatos: download digital                 | 195                          | —                            | 136                          | —                            |               |
| Neon Future III                                                                               | - Lançamento: 9 de novembro de 2018 - Gravadora: Ultra, Dim Mak - Formatos: CD, download digital  | 153                          | —                            | —                            | —                            |               |
| Hiroquest: Genesis                                                                            | - Lançamento: 16 de setembro de 2022 - Gravadora: Dim Mak - Formatos: CD, download digital        | —                            | —                            | —                            | —                            |               |
| Hiroquest 2: Double Helix                                                                     | - Lançamento: 17 de novembro de 2023 - Gravadora: Dim Mak - Formatos: CD, download digital        | —                            | —                            | —                            | —                            |               |
| Paragon                                                                                       | - Lançamento: 28 de junho de 2024 - Gravadora: Dim Mak - Formatos: CD, download digital           | —                            | —                            | —                            | —                            |               |
| "—" indica que a gravação não foi incluída nas paradas ou não foi distribuída naquela região. |                                                                                                   |                              |                              |                              |                              |               |

## Singles

### Como artista principal
| Título                                                                                        | Ano  | Posições em paradas músicais | Posições em paradas músicais | Posições em paradas músicais | Posições em paradas músicais | Posições em paradas músicais | Posições em paradas músicais | Posições em paradas músicais | Posições em paradas músicais | Posições em paradas músicais | Posições em paradas músicais | Certificações                                     | Álbum             |
| Título                                                                                        | Ano  | EUA                          | AUS                          | AUT                          | BEL                          | FRA                          | ALE                          | HOL                          | SUE                          | SUI                          | UK                           | Certificações                                     | Álbum             |
| --------------------------------------------------------------------------------------------- | ---- | ---------------------------- | ---------------------------- | ---------------------------- | ---------------------------- | ---------------------------- | ---------------------------- | ---------------------------- | ---------------------------- | ---------------------------- | ---------------------------- | ------------------------------------------------- | ----------------- |
| "I'm In the House" (featuring Zuper Blahq)                                                    | 2010 | —                            | —                            | —                            | 43                           | —                            | —                            | 40                           | —                            | —                            | 29                           |                                                   | Non-album singles |
| "Turbulence" (with Laidback Luke featuring Lil Jon)                                           | 2011 | —                            | 37                           | —                            | —                            | —                            | —                            | —                            | —                            | —                            | 66                           |                                                   | Non-album singles |
| "No Beef" (with Afrojack featuring Miss Palmer)                                               | 2011 | —                            | —                            | —                            | 5                            | 42                           | —                            | 23                           | —                            | —                            | 25                           |                                                   | Non-album singles |
| "Ladi Dadi" (featuring Wynter Gordon)                                                         | 2011 | —                            | —                            | —                            | 45                           | —                            | —                            | —                            | —                            | —                            | —                            |                                                   | Wonderland        |
| "Beat Down" (with Angger Dimas featuring Iggy Azalea)                                         | 2012 | —                            | —                            | —                            | 59                           | —                            | —                            | 59                           | —                            | —                            | 44                           |                                                   | Non-album singles |
| "Boneless" (with Chris Lake and Tujamo)                                                       | 2013 | —                            | —                            | 42                           | 23                           | 96                           | 49                           | —                            | —                            | —                            | —                            |                                                   | Non-album singles |
| "A Light That Never Comes" (with Linkin Park)                                                 | 2013 | 65                           | —                            | 21                           | —                            | 81                           | 8                            | —                            | —                            | 15                           | 34                           |                                                   | Recharged         |
| "Freak" (with Diplo and Deorro featuring Steve Bays)                                          | 2014 | —                            | —                            | —                            | 68                           | —                            | —                            | —                            | —                            | —                            | —                            |                                                   | Non-album single  |
| "Delirious (Boneless)" (with Chris Lake and Tujamo featuring Kid Ink)                         | 2014 | 90                           | —                            | —                            | —                            | —                            | —                            | —                            | —                            | —                            | —                            | - RIAA: ouro - MC: platina                        | Neon Future I     |
| "Born to Get Wild" (featuring will.i.am)                                                      | 2014 | —                            | —                            | —                            | 58                           | —                            | —                            | —                            | —                            | —                            | —                            |                                                   | Neon Future I     |
| "Melody" (with Dimitri Vegas & Like Mike vs. Ummet Ozcan)                                     | 2016 | —                            | —                            | —                            | 12                           | —                            | —                            | —                            | —                            | —                            | —                            |                                                   | Non-album single  |
| "Just Hold On" (with Louis Tomlinson)                                                         | 2016 | 52                           | 20                           | 8                            | 26                           | 8                            | 32                           | 27                           | 15                           | 26                           | 2                            | - RIAA: ouro - ARIA: ouro - BPI: prata - MC: ouro | Neon Future III   |
| "Waste It on Me" (featuring BTS)                                                              | 2018 | 89                           | —                            | 57                           | —                            | —                            | 98                           | —                            | —                            | 81                           | 57                           | - RIAA: ouro - MC: platina                        | Neon Future III   |
| "Let It Be Me" (featuring Backstreet Boys)                                                    | 2019 | —                            | —                            | —                            | 36                           | —                            | —                            | —                            | —                            | —                            | —                            |                                                   | Non-album single  |
| "—" indica que a gravação não foi incluída nas paradas ou não foi distribuída naquela região. |      |                              |                              |                              |                              |                              |                              |                              |                              |                              |                              |                                                   |                   |

## Filmografia
| Ani  | Data de Lançamento                                    | Tipo                  | Papel                                         |
| ---- | ----------------------------------------------------- | --------------------- | --------------------------------------------- |
| 2013 | Arrow – "The Huntress Returns"                        | episódio              | Ele mesmo                                     |
| 2014 | The Distortion of Sound                               | Documentário          | Ele mesmo                                     |
| 2015 | I'll Sleep When I'm Dead                              | Documentário          | Main subject                                  |
| 2015 | The Hive                                              | Filme de terror       | produtor executivo,e criador da trilha sonora |
| 2015 | Robot Chicken – "Zeb and Kevin Erotic Hot Tub Canvas" | Episódio de televisão | Ele mesmo (voz)                               |
| 2016 | Why Him?                                              |                       |                                               |

## Prêmios e indicações
- Best DJ of the Year - Paper Magazine (2007)[26]
- Best Set of the Season - Ibiza Awards (2007)
- Best Party Rocker DJ - BPM Magazine (2007)
- Best Mix Album of the Year - Billboard (2008)
- Session - Empo Awards (2013)
- Best Album "Dance/Electronic of year - Grammys (2013) - Nomeação
- Mexico´s Favorite Dj - Empo Awards (2014)
- Radio Disney Music Awards - Melhor Colaboração Musical: Just Hold On  - Indicado (2017)